# هی هی هی
«هی هی هی» (به انگلیسی: Hey Hey Hey) ترانه‌ای از خوانندهٔ اهل ایالات متحده آمریکا کیتی پری است. این ترانه در ۱۲ ژانویه ۲۰۱۸ به‌عنوان یک تک‌آهنگ از پنجمین آلبوم استودیویی پری، گواه (۲۰۱۷) منتشر شد. سرایش متن ترانه بر عهده پری به همراه سیا فارلر، سارا هادسون و تهیه‌کنندگان مکس مارتین و علی پیامی بوده‌است.